# El cohete
"El cohete" es un cuento (publicado inicialmente bajo el nombre de "Desterrado de las Estrellas") del escritor Ray Bradbury. También se incluye en El hombre ilustrado, un libro de cuentos también de Ray Bradbury.

## Resumen de la trama
Fiorello Bodoni, dueño de bajo recurso de un deshuesadero, que pasa sus noches admirando los lanzamientos cercanos de cohetes  con destino a la Luna, Venus y Marte. Después de seis años, finalmente ha ahorrado el suficiente dinero como para enviar a uno de sus miembros de la familia a Marte. Sin embargo, cuando a Bodoni se le presenta la oportunidad a su esposa e hijos, pronto se dan cuenta de que ninguno podía soportar la culpabilidad de experimentar un maravilloso y semejante viaje mientras que el resto se queda. Bodoni vuelve abatido a su negocio, pero después de un golpe de suerte, se le ofrece la oportunidad de comprar una maqueta de un cohete.
Este decide gastar sus ahorros en la maqueta y secretamente pasa la noche construyendo la réplica del cohete con un teatro en la cabina, utilizando película de color, espejos y pantallas. A continuación le dice con entusiasmo a su familia que todos ellos serán capaces de hacer el viaje de ida y vuelta a Marte. A pesar de reticencias de su mujer, lleva a sus hijos en un convincente viaje hacia el espacio exterior, uno de ellos dice que lo van "recordar... para siempre."
Al final, su esposa se da cuenta de que es un recuerdo maravilloso que ha dado a sus hijos, a pesar de que el cohete nunca despegó el suelo, y se compromete a compartir un viaje corto en el cohete con él en el futuro.

## Adaptaciones
En 1952, Ernest Kinoy adaptó "El cohete" como un drama radial que forma parte de la NBC Presents: Serie de cuentos. Audio completo de la cuarta emisión de enero se puede encontrar en Internet Archive: NBC Short Story. El 16 de marzo de 1952, CBS Television Workshop transmitió una adaptación televisiva de "El Cohete", protagonizada por Martin Ritt. Además, en Weird Science (CE Publicaciones, Nov.-Dic. 1953) apareció una adaptación cómica de Joe Orlando y Al Feldstein bajo su título original de "Outcast of the Stars" (Desterrado de las estrellas), y más tarde en la colección de adaptaciones de historietas de Bradbury, Tomorrow Midnight (Mañana medianoche) (Ballantine, 1966). La película de 2006 The Astronaut Farmer (con Billy Bob Thornton y Bruce Willis) se basó libremente en "El cohete" y compartió una trama y moral muy similar.

## Televisión
En 1966, Narciso Ibáñez Serrador realizó una adaptación de "El Cohete" para la serie Historias para no dormir, emitida por Televisión Española. Contó con la participación de los actores Narciso Ibáñez Menta e Irene Gutiérrez Caba, entre otros.

## Historia de publicación
- Super Science Stories (Super historias de ciencia  (marzo de 1950, ed. Ejler Jakobsson) - publicado bajo el nombre de "Desterrado de las Estrellas."[2]
- El hombre ilustrado (1951, Ray Bradbury)
- R es por Rocket (1962, Ray Bradbury)
- Mañana: Ciencia ficción y el futuro (1973, ed Alan L. Madsen)
- Classic Stories 1: From The Golden Apples of the Sun and R is for Rocket (Historias clásicas 1: Desde Las doradas manzanas del sol y R es de Rocket) (1990, Ray Bradbury)
- Cuentos de Bradbury: 100 Historias de sus cuentos más famosos (2003, Ray Bradbury)